# Niilo Wälläri
Niilo Frans Wälläri (ur. 6 lipca 1897 w Lieto, zm. 25 sierpnia 1967 w Helsinkach) – fiński działacz socjalistyczny i syndykalistyczny. Przewodził Związkowi Marynarzy Finlandii (fiń. Suomen Merimies-Unioni) od 1938 aż do śmierci.

## Życiorys
W 1913 Wälläri opuścił Finlandię, aby zostać marynarzem. W 1916 osiadł w Seattle w Stanach Zjednoczonych i dołączył do Światowych Robotników Przemysłowych. Ze względu na swoją działalność polityczną deportowano go z powrotem do Finlandii w 1920. W kraju stał się aktywny w podziemnej Komunistycznej Partii Finlandii (SKP) i jawnej Socjalistycznej Partii Robotniczej Finlandii (SSTP). Był przewodniczącym SSTP w latach 1922–1923 i został uwięziony w obozie jenieckim Tammisaari, kiedy partia została rozwiązana. Pod koniec lat dwudziestych Wälläri był podirytowany komunistami. To ostatecznie doprowadziło do rozłamu w 1929. Niilo był jednym z głównych organizatorów krótko istniejącej Lewicowej Grupy Robotników Fińskich.
W 1935 Wälläri dołączył do Socjaldemokratycznej Partii Finlandii. Jego bastionem było Socjaldemokratyczne Stowarzyszenie Pracowników Transportu. Podczas II wojny światowej Związek Radziecki emitował przez radio propagandę przeciwko Wälläri’emu.
Po wojnie opuścił SDP i dołączył do Fińskiej Ligi Ludowo-Demokratycznej i Socjalistycznej Partii Jedności. Jako lider związku zawodowego marynarzy nieustannie groził strajkami rządowi i gospodarce, aby uzyskać korzyści dla marynarzy.